# Wolfgang Rottsieper
Wolfgang Rottsieper (* 24. Juli 1919 in Frankfurt am Main; † 6. Dezember 1973 in Bern) war ein deutscher Schauspieler und Hörspielsprecher.

## Leben
Wolfgang Rottsieper legte in seiner Geburtsstadt das Abitur ab und ließ sich danach in Mannheim zum Schauspieler ausbilden. Nach ersten Engagements wurde er zum Wehrdienst eingezogen und kam in der Folge in sowjetische Kriegsgefangenschaft. Nach seiner Freilassung konnte Rottsieper seine künstlerische Laufbahn fortsetzen und trat einige Jahre an Hamburger Bühnen auf, bevor er seinen Lebensmittelpunkt in die Schweiz verlegte und bis zu seinem Tod ausschließlich an eidgenössischen Theatern verpflichtet war. Von 1951 bis 1960 hatte Rottsieper ein Engagement am Luzerner Theater, anschließend ging er nach Bern und spielte dort von 1960 bis 1964 am Stadttheater und von 1964 bis 1973 am Atelier-Theater. Zwischenzeitlich gastierte er an Bühnen in Bonn, Konstanz und Linz sowie in der Spielzeit 1967/68 am Theater Basel.
Bekannte Rollen Rottsiepers waren in Luzern der Jago in William Shakespeares Othello und die Titelrolle im Tartuffe von Molière, in Bern der Gerstein in Rolf Hochhuths Stellvertreter, Saint-Claude in Die Ehe des Herrn Mississippi von Friedrich Dürrenmatt sowie Pastor Manders und Wilhelm Foldal in den Ibsen-Stücken Gespenster bzw. John Gabriel Borkman.
Daneben arbeitete Wolfgang Rottsieper seit Kriegsende bis in die 1950er-Jahre hinein umfangreich als Sprecher in Hörspielproduktionen des Nordwestdeutschen und späteren Norddeutschen Rundfunks, darunter in einer Hörspielfassung des Graham-Greene-Romans Unser Mann in Havanna, in Günter Eichs Hörspiel-Zyklus Träume und wiederholt in der Reihe Das Gericht zieht sich zur Beratung zurück. Als Synchronsprecher lieh er unter anderem David McCallum in Die letzte Nacht der Titanic und Dirk Bogarde in Ein Kind war Zeuge seine Stimme.
Wolfgang Rottsieper war bis zu seinem Tod mit seiner Schauspielkollegin Eva Portmann verheiratet. Gemeinsam waren beide von 1952 bis 1960 am Luzerner Theater engagiert.

## Filmografie
- 1953: Nur nicht aufregen
- 1961: Wilhelm Tell
- 1963: Nikolaus von Flüe – Pacem in Terris
- 1973: Der Tod des Flohzirkusdirektors

## Hörspiele (Auswahl)
- 1946: Der fröhliche Weinberg – Autor: Carl Zuckmayer – Regie: Kurt Reiss
- 1946: Emilia Galotti – Autor: Gotthold Ephraim Lessing – Regie: Ludwig Cremer
- 1947: Die herrlichen Zeiten – Autor: Heinrich Mann – Regie: Gustav Burmester
- 1947: Das Jahr 1948 findet nicht statt – Autor: Axel Eggebrecht – Regie: Erik Ode
- 1948: Das Bildnis des Dorian Gray – Autor: Oscar Wilde – Regie: Hans Quest
- 1948: Wie die Tiere – Autor: George Orwell – Regie: Kurt Reiss
- 1948: Leonce und Lena – Autor: Georg Büchner – Regie: Hans Quest
- 1948: Moby Dick oder Der weiße Wal – Autor: Herman Melville – Regie: Gustav Burmester
- 1949: Der Schmuck – Autor: Guy de Maupassant – Regie: Otto Kurth
- 1949: Nach Damaskus – Autor: August Strindberg – Regie: Ulrich Erfurth
- 1950: Götter, Gräber und Gelehrte – Autor: C. W. Ceram – Regie: Gustav Burmester
- 1951: Träume – Autor: Günter Eich – Regie: Fritz Schröder-Jahn
- 1951: Die Glücksritter oder Fortuna her zu mir – Autor: Joseph von Eichendorff – Regie: Gustav Burmester
- 1951: Der steinerne Engel – Autor: Tennessee Williams – Regie: Gustav Burmester
- 1952: Das Gericht zieht sich zur Beratung zurück (Folge: Mord oder Selbstmord) – Autor: Ernst Buchholz – Regie: Gerd Fricke
- 1952: Das Gericht zieht sich zur Beratung zurück (Folge: Moral im Dienst) – Autor: Gerhart Herrmann Mostar – Regie: Gerd Fricke
- 1954: Unter dem Milchwald – Autor: Dylan Thomas – Regie: Fritz Schröder-Jahn
- 1954: Das Gericht zieht sich zur Beratung zurück (Folge: Kuppelei) – Autor: Erich Brautlacht – Regie: Gerd Fricke
- 1956: Der Einbrecher – Autor: Christian Bock – Regie: S. O. Wagner
- 1962: Der vierte König – Autor: Edzard Schaper
- 1963: Unser Mann in Havanna – Autor: Graham Greene – Regie: Raoul Wolfgang Schnell
- 1964: Die Kreuzfahrer – Autor: Klaus Fischer – Regie: Gustav Burmester
- 1968: Die Brüder Rico (2 Teile) – Autor: Georges Simenon – Regie: Ferry Bauer

## Synchronrollen
- 1950: George Cole in Die Nacht begann am Morgen
- 1951: Kenneth Griffith in Die Stunde X
- 1952: Dirk Bogarde in Ein Kind war Zeuge
- 1954: Donald Houston in Aber, Herr Doktor…
- 1958: David McCallum in Die letzte Nacht der Titanic